# مادهوی (بازیگر)
مَادهَوی (انگلیسی: Madhavi) (زاده ۱۴ سپتامبر ۱۹۶۲) هنرپیشه اهل کشور هند است. وی در یک دورهٔ زمانی هفده ساله در ۳۰۰ فیلم سینمایی بازی کرده‌است. از فیلم‌هایی که وی در آن نقش داشته‌است می‌توان به گدازه اشاره کرد.

## زندگی شخصی
مادهوی در سال ۱۹۸۶ با یک تاجر دارو ازدواج کرد. آن‌ها ۳ دختر دارند و هم‌اکنون در نیوجرسی زندگی می‌کنند.

## فیلم‌شناسی
فهرست برخی از فیلم‌هایی که مادهوی در آن‌ها به ایفای نقش پرداخته‌است:
- گدازه
- جگر
- گلستان
- گرفتار
- مسیر آتش
- قانون کور
- آمپرالی
- ما ساخته‌ایم
- آهن
- طوفان نفرت
- زندانی
- چه کسی عدالت را اجرا خواهد کرد؟
- سرگردان
- معبد عشق
- تاریخی دیگر
- لباس خاکی
- نگاه سلطنتی
- از فصل اول